# مينسك أرينا
مينسك أرينا هي صالة مغطاة تقع في مينسك، بيلاروس. تم افتتاحها في 30 يناير 2010.